# Phacus
Genre
Synonymes
- Hyalophacus E.G. Pringsheim, 1936
- Phacus C. Nitzsch in Ersch & Gruber, 1827

Phacus est un genre d'algues de la famille des Phacidae, et fait partie des Euglenophyta. On le trouve principalement dans des eaux riches en nutriments. 
L'espèce type est Phacus longicauda (Ehrenberg) Dujardin.

## Étymologie
Le nom Phacus, est dérivé du grec  φακός / phacos, « en forme de lentille », en référence à la forme de cet organisme unicellulaire.

## Description
Cet organisme unicellulaire est de forme ovale, ou en cercle aplati, de 25 à 30 µm de long, et fait penser à une feuille en raison du flagelle qui la termine. Sa couleur est généralement verte, mais certaines espèces sont plutôt rouges (ce qui peut influer sur la couleur de l'eau dans laquelle ils se trouvent). Il comporte une zone photoréceptrice, de couleur rouge. Ce capteur et le flagelle lui permettent de se déplacer vers les zones dont la luminosité lui convient.
Il se multiplie par division cellulaire, dans le sens de la longueur. Le processus commence par un doublement de la surface pelliculaire, suivi de la division proprement dite.
Lorsque les conditions deviennent moins favorables, il est capable de modifier sa structure : il s'arrondit, perd son flagelle et renforce son enveloppe pour mieux protéger son contenu. En parallèle, son activité métabolique diminue.

## Liste d'espèces
Selon AlgaeBase (14 juin 2012) :
- Phacus Drezepolskii Stawinski
- Phacus Schroeteri Huber-Pestalozzi
- Phacus abrupta Korshikov (Sans vérification)
- Phacus abruptus Korsikov
- Phacus acuminatus Stokes
- Phacus acuticauda Roll (Sans vérification)
- Phacus acutissimus Bernard (Sans vérification)
- Phacus acutus Pochmann
- Phacus aenigmatica Drezepolski (Sans vérification)
- Phacus alata Klebs (Sans vérification)
- Phacus allorgei Bourrelly (Sans vérification)
- Phacus anacoelus A.Stokes
- Phacus angulatus Pochmann
- Phacus angustus Drezepolski
- Phacus ankylonoton Pochmann
- Phacus anomala F.E.Fritsch & Rich (Sans vérification)
- Phacus anomalus F.E.Fritsch & M.F.Rich
- Phacus applanatus Pochmann
- Phacus aspidion Pochmann
- Phacus asymmetricus Sokoloff
- Phacus atractoides Pochmann
- Phacus bacillifer A.M.Cunha
- Phacus bacilliformis Z.X.Shi (Statut incertain)
- Phacus balatonicus Hortobagy
- Phacus berthonii Bourrelly (Sans vérification)
- Phacus betkowskii Stawinski
- Phacus bharatii Hosmani (Sans vérification)
- Phacus bicalyx Hortobágyi (Sans vérification)
- Phacus biformis Hortobágyi (Sans vérification)
- Phacus birgei Prescott
- Phacus bonaerensis V.Conforti (Statut incertain)
- Phacus bonettoi G.Tell & Y.Zalocar de Domitrovic (Sans vérification)
- Phacus bonettoi Tell & Domitrovic (Sans vérification)
- Phacus brevicaudata (Klebs) Lemmermann (Sans vérification)
- Phacus brevicaudatus (Klebs) Lemmermann
- Phacus bucculentus Pochmann (Sans vérification)
- Phacus bucharica Kiselev (Sans vérification)
- Phacus budapestinensis Palik (Sans vérification)
- Phacus buzsakiensis Hortobágyi (Sans vérification)
- Phacus canae Skvortzov (Sans vérification)
- Phacus carinata Skvortzov (Sans vérification)
- Phacus carinatus Pochmann
- Phacus caudatus Hübner
- Phacus chloroplastes Prescott
- Phacus circulata Skvortzov (Sans vérification)
- Phacus circulatus Pochmann
- Phacus circumflexus Pochmann
- Phacus clavata Dangeard (Sans vérification)
- Phacus clavatus Dangeard
- Phacus concavus Hortobagy
- Phacus contortus Bourrelly
- Phacus corculeum Pochmann
- Phacus corculum Pochmann (Sans vérification)
- Phacus costata Conrad (Sans vérification)
- Phacus crenatus Hirano (Sans vérification)
- Phacus cuneatus Pochmann
- Phacus curvicauda Svirenko
- Phacus cylindraceus Popowa
- Phacus cylindrus Pochmann
- Phacus dangeardii Lemmermann
- Phacus denisii Allorge & Lefèvre
- Phacus dihistion Conrad (Sans vérification)
- Phacus dihiston Conrad
- Phacus elegans Pochmann
- Phacus elegantissimus Hortobágyi (Sans vérification)
- Phacus elliposoideus Dedusenko-Stregoleva
- Phacus ephippioideus D.C.Bicudo & C.E.M.Bicudo
- Phacus ephippion Pochmann
- Phacus fominii Roll
- Phacus formosus Pochmann
- Phacus gamsii Bourrelly
- Phacus gibbosus Huber-Pestalozzi
- Phacus glaber (Deflandre) Pochmann
- Phacus globosus Pochmann
- Phacus glomus Hortobágyi (Sans vérification)
- Phacus gracilis Pochmann
- Phacus granum Drezepolski
- Phacus gregussii Hortobágyi
- Phacus gregussii Hortobágyi (Sans vérification)
- Phacus hamatus Pochmann
- Phacus heimii Lefèvre
- Phacus helicoideus Bernard (Sans vérification)
- Phacus helikoides Pochmann
- Phacus helikosphaeridion Pochmann
- Phacus hispidulus (Eichwald) Lemmermann
- Phacus horridus Pochmann
- Phacus hyalina Skvortzov (Sans vérification)
- Phacus hystrix Pochmann
- Phacus ichthydion Pochmann
- Phacus incisus Prescott (Sans vérification)
- Phacus inconspicua Deflandre (Sans vérification)
- Phacus incrassatus (Deflandre) Pochmann
- Phacus indica Skvortzov (Sans vérification)
- Phacus indicus Skvortzov
- Phacus inflatus Playfair
- Phacus inflexus (I.Kisselev) Pochmann
- Phacus intortus Shi (Sans vérification)
- Phacus iyengarii Suxena (Sans vérification)
- Phacus janiczakii Stawinski
- Phacus javorkae Hortobágyi (Sans vérification)
- Phacus kemenesii Hortobagy
- Phacus kirchbergensis Wawrik (Sans vérification)
- Phacus koreana Skvortzov (Sans vérification)
- Phacus landekiensis Stawinski
- Phacus latus (Roll) Pochmann (Sans vérification)
- Phacus lefevrei Bourrelly
- Phacus lemmermannii (Svirenko) Skvortzov (Sans vérification)
- Phacus lemmermannii Svirenko
- Phacus lemmermannii Svirenko (Sans vérification)
- Phacus lineatus J.Massart (Sans vérification)
- Phacus lismorensis Playfair
- Phacus longicauda (Ehrenberg) Dujardin (espèce type)
- Phacus makii Hirano (Sans vérification)
- Phacus makrostigma Pochmann (Sans vérification)
- Phacus mammillatus Philipose (Sans vérification)
- Phacus mangini Lefèvre
- Phacus margaritatus Pochmann
- Phacus mariae Deflandre
- Phacus mariana Deflandre (Sans vérification)
- Phacus maximus Palik (Sans vérification)
- Phacus mentaweiensis Conrad
- Phacus meson Pochmann
- Phacus minutus (Playfair) Pochmann
- Phacus monilatus Stokes
- Phacus moniliata (Stokes) Lemmermann (Sans vérification)
- Phacus monilicostatus Pochmann
- Phacus monoparamylon Hortobágyi (Sans vérification)
- Phacus moorselensis Conrad
- Phacus moraviensis Pochmann
- Phacus morii Skvortzov (Sans vérification)
- Phacus mossambicensis J.A.Rino (Statut incertain)
- Phacus multiannulatus Pochmann (Sans vérification)
- Phacus musculus Pochmann
- Phacus myersii Skvortzov (Sans vérification)
- Phacus nannos Pochmann
- Phacus niloticus Conrad
- Phacus nordstedtii Lemmermann
- Phacus obolus Pochmann
- Phacus ocellatus (Pringsheim) Marin & Melkonian
- Phacus onix Pochmann
- Phacus onyx Pochmann
- Phacus oscillans G.A.Klebs
- Phacus ostreatus Pochmann
- Phacus ovalis (Woronichin) Popowa
- Phacus ovum (Ehrenberg) Klebs (Sans vérification)
- Phacus pannonicus Palik (Sans vérification)
- Phacus papillaris Srawinski
- Phacus parvulus G.A.Klebs
- Phacus pediformis Skvortzov (Sans vérification)
- Phacus pekinensis Skvortzov
- Phacus pelta Skvortzov (Sans vérification)
- Phacus persikon Pochmann
- Phacus petelotii Lefèvre
- Phacus platyaulax Pochmann
- Phacus pleuronectes (O.F.Müller) Nitzsch ex Dujardin
- Phacus plicatus Conrad
- Phacus polyparamylon Hortobágyi & Németh
- Phacus polytrophos Pochmann
- Phacus pomiformis (Conrad) Pochmann
- Phacus procerus Hortobágyi (Sans vérification)
- Phacus prunoidea Roll (Sans vérification)
- Phacus pseudobicarinatus Alves-da-Silva & C.E.M.Bicudo
- Phacus pseudooscillans Conrad
- Phacus pseudoplatalea Pochmann
- Phacus pseudospiroides Swirenko
- Phacus pseudoswirenko Prescott (Sans vérification)
- Phacus pugiuncula Geissbühler (Sans vérification)
- Phacus pulchra Roll (Sans vérification)
- Phacus pumilus Popowa
- Phacus pusillus Lemmermann
- Phacus pygmaeus Pochmann
- Phacus quinquemarginatus T.L.Jahn & Shawhan
- Phacus raciborskii Drezepolski
- Phacus ranae Skvortzov (Sans vérification)
- Phacus ranula Pochmann
- Phacus ranulus Prescott (Sans vérification)
- Phacus rapacea Skvortzov (Sans vérification)
- Phacus regularis Kufferath (Sans vérification)
- Phacus rodrigueziae Conforti
- Phacus rostafinskii Drezepolski
- Phacus rotunda Brabez (Sans vérification)
- Phacus rotundata Skvortzov (Sans vérification)
- Phacus rotundus Brabez
- Phacus ruttneri Bourrelly (Sans vérification)
- Phacus schkorbatovii Dedusenko-Stregoleva
- Phacus sect .MIKROPHACUS Kiss (Sans vérification)
- Phacus segretii Allorge & Lefèvre
- Phacus sesquitortus Pochmann
- Phacus setosus Francé
- Phacus skujae Skvortzov
- Phacus smulkowskianus (B.Zakrys) W.-H.Kusber
- Phacus sooi Hortobágyi (Sans vérification)
- Phacus spinifer Skvortzov (Sans vérification)
- Phacus spiralis Allegre & T.L.Jahn
- Phacus spirogyra Drezepolski (Sans vérification)
- Phacus starmachii Starwinski
- Phacus staurastoides Conrad
- Phacus staurastroides Conrad (Sans vérification)
- Phacus stokesii Lemmermann
- Phacus subg .CHLOROPHACUS Pochmann (Sans vérification)
- Phacus subg .EUPHACUS Lemmermann (Sans vérification)
- Phacus sulcatus Conrad
- Phacus swirenko Skvortzov (Sans vérification)
- Phacus swirenkoi Skvortzov
- Phacus tabodyana Hortobágyi (Sans vérification)
- Phacus tabodyanus Hortobagy
- Phacus tellii V.Conforti (Statut incertain)
- Phacus tenuis Svirenko (Sans vérification)
- Phacus textus Pochmann
- Phacus thompsoni Huber-Pestalozzi (Sans vérification)
- Phacus thompsonii Huber-Pestalozzi
- Phacus thrombus Pochmann
- Phacus torta (Lemmermann) Skvortzov
- Phacus tortifolius Z.X.Shi (Statut incertain)
- Phacus tortuosa Roll (Sans vérification)
- Phacus tortuosus Roll
- Phacus tortus (Lemmermann) Skvortzov
- Phacus trapezoides Stawinski
- Phacus trialatus Wawrik (Sans vérification)
- Phacus triangulus Z.X.Shi (Statut incertain)
- Phacus tricarinatus Prowse (Sans vérification)
- Phacus tricostatus Conrad
- Phacus trifacialis Prowse (Sans vérification)
- Phacus trimarginatus Allorge & Jahn
- Phacus triqueter (Ehrenberg) Perty (Statut incertain)
- Phacus triqueter Hübner (Statut incertain)
- Phacus triquetra (Ehrenberg) Dujardin (Sans vérification)
- Phacus tropicalis Conforti
- Phacus tropidonotus Conrad
- Phacus ulula Pochmann
- Phacus unguis Pochmann
- Phacus unidentatus Prowse (Sans vérification)
- Phacus ventriosus Pochmann
- Phacus venustus Pochmann
- Phacus viguerii Allorge & Lefèvre
- Phacus viguieri Allorge & Lefèvre (Sans vérification)
- Phacus wettsteinii Drezepolski
- Phacus woltereckii Behre (Sans vérification)
- Phacus zmievicus Dedusenko-Stregoleva
- Phacus zmiewicus Dedusenko-Shchegoleva (Sans vérification)

Selon Catalogue of Life (14 juin 2012) :
- Phacus abruptus
- Phacus acuminatus
- Phacus acutus
- Phacus aenigmaticus
- Phacus agilis
- Phacus alatus
- Phacus anacoelus
- Phacus angulatus
- Phacus angustus
- Phacus ankylonoton
- Phacus anomalus
- Phacus applanatus
- Phacus arnoldii
- Phacus aspidion
- Phacus atractoides
- Phacus bacillifer
- Phacus bacilliformis
- Phacus balatonicus
- Phacus betkowskii
- Phacus birgei
- Phacus bonaerensis
- Phacus brachykentron
- Phacus brevicaudatus
- Phacus carinatus
- Phacus caudatus
- Phacus chloroplastes
- Phacus circulatus
- Phacus circumflexus
- Phacus clavatus
- Phacus cochleatus
- Phacus concavus
- Phacus contortus
- Phacus corculeum
- Phacus cuneatus
- Phacus curvicauda
- Phacus cylindraceus
- Phacus cylindrus
- Phacus dangeardii
- Phacus denisii
- Phacus dihiston
- Phacus drezepolskii
- Phacus elegans
- Phacus elliposoideus
- Phacus fominii
- Phacus formosus
- Phacus gamsii
- Phacus gibbosus
- Phacus globosus
- Phacus gracilis
- Phacus granulatus
- Phacus granum
- Phacus gregusii
- Phacus hamatus
- Phacus heimii
- Phacus helicoides
- Phacus hispidulus
- Phacus horridus
- Phacus hystrix
- Phacus ichthydion
- Phacus inconspicuus
- Phacus incrassatus
- Phacus indicus
- Phacus inflatus
- Phacus inflexus
- Phacus janiczakii
- Phacus kemenesii
- Phacus landekiensis
- Phacus lefã¨vrei
- Phacus lepocincloides
- Phacus lismorensis
- Phacus longicauda
- Phacus mangini
- Phacus margaritatus
- Phacus mariae
- Phacus megalopsis
- Phacus mentaweiensis
- Phacus meson
- Phacus mirabilis
- Phacus monilatus
- Phacus monilicostatus
- Phacus moorselensis
- Phacus moraviensis
- Phacus mossambicensis
- Phacus musculus
- Phacus nannos
- Phacus niloticus
- Phacus nordstedtii
- Phacus obolus
- Phacus onyx
- Phacus oscillans
- Phacus ostreatus
- Phacus ovalis
- Phacus ovum
- Phacus papillaris
- Phacus parvulus
- Phacus pekinensis
- Phacus persikon
- Phacus petelotii
- Phacus platyaulax
- Phacus pleuronectes
- Phacus plicatus
- Phacus polytrophos
- Phacus pomiformis
- Phacus pseudooscillans
- Phacus pseudoplatalea
- Phacus pulcher
- Phacus pulcherrimus
- Phacus pumilus
- Phacus pusillus
- Phacus pygmaeus
- Phacus pyrum
- Phacus quinque-marginatus
- Phacus raciborskii
- Phacus ranula
- Phacus rotundus
- Phacus rudicula
- Phacus schkorbatovii
- Phacus schroeteri
- Phacus segretii
- Phacus setosus
- Phacus similis
- Phacus skujae
- Phacus smulkowskianus
- Phacus spiralis
- Phacus splendens
- Phacus starmachii
- Phacus staurastoides
- Phacus stokesii
- Phacus striatus
- Phacus strongylus
- Phacus sulcatus
- Phacus swirenkoi
- Phacus tabodyanus
- Phacus tellii
- Phacus textus
- Phacus thompsonii
- Phacus thrombus
- Phacus tortifolius
- Phacus tortuosus
- Phacus tortus
- Phacus trapezoides
- Phacus triangulus
- Phacus tricostatus
- Phacus trimarginatus
- Phacus triqueter
- Phacus tropidonotus
- Phacus trypanon
- Phacus turgidulus
- Phacus ulula
- Phacus undulatus
- Phacus unguis
- Phacus ventriosus
- Phacus venustus
- Phacus viguerii
- Phacus wettsteinii
- Phacus zmievicus

Selon NCBI (14 juin 2012) :
- Phacus acuminatus
- Phacus alatus
- Phacus applanatus
- Phacus brachykentron
- Phacus caudatus
- Phacus curvicauda
- Phacus gigas
- Phacus granum
- Phacus hamelii
- Phacus helikoides
- Phacus inflexus
- Phacus limnophila
- Phacus longicauda
  - variété Phacus longicauda var. tortus
- Phacus ocellatus
- Phacus orbicularis
- Phacus oscillans
- Phacus parvulus
- Phacus platyaulax
- Phacus pleuronectes
  - variété Phacus pleuronectes var. triquetra
- Phacus polytrophos
- Phacus pseudonordstedtii
- Phacus pusillus
- Phacus raciborskii
- Phacus ranula
- Phacus segretii
- Phacus similis
- Phacus skujae
- Phacus smulkowskianus
- Phacus trimarginatus
- Phacus triqueter
- Phacus warszewiczii

Selon World Register of Marine Species (14 juin 2012) :
- Phacus acuminatus Stokes, 1885
- Phacus acutus Pochmann, 1941
- Phacus aenigmaticus Drezepolski, 1922
- Phacus alatus Klebs, 1886
- Phacus anomalus F.E. Fritsch & M.F. Rich, 1929
- Phacus applanatus Pochmann, 1942
- Phacus caudatus Hübner, 1886
- Phacus circulatus Pochmann, 1942
- Phacus circumflexus Pochmann, 1941
- Phacus corculeum Pochmann, 1942
- Phacus curvicauda Svirenko, 1915
- Phacus elegans Pochmann, 1942
- Phacus granum Drezepolski, 1925
- Phacus helikoides Pochmann, 1942
- Phacus hispidulus (Eichwald) Lemmermann, 1910
- Phacus longicauda (Ehrenberg) Dujardin, 1841
- Phacus mirabilis Pochmann, 1942
- Phacus nordstedtii Lemmermann, 1904
- Phacus oscillans G.A. Klebs, 1883
- Phacus parvulus G.A. Klebs, 1883
- Phacus pleuronectes (O.F. Müller) Dujardin, 1841
- Phacus pusillus Lemmermann, 1910
- Phacus pyrum (Ehrenberg) F. Stein, 1878
- Phacus skujae Skvortsov, 1928
- Phacus spiralis Allegre & T.L. Jahn, 1943
- Phacus stokesii Lemmermann, 1901
- Phacus tortus (Lemmermann) Skvortsov, 1928
- Phacus triqueter (Ehrenberg) Dujardin, 1841
- Phacus undulatus (Skvortsov) Pochmann, 1942

## Systématique
Le nom valide de ce taxon est Phacus Dujardin, 1841.
Phacus a pour synonymes :
- Hyalophacus E.G. Pringsheim, 1936
- Phacus C. Nitzsch in Ersch & Gruber, 1827